# Dredg
Дреџ (енгл. Dredg) је америчка музичка група основана у Лос Гатосу, Калифорнија, 1993. године, чија је музика спој прогресивног, алтернативног и арт рока. Група је до сада издала три албума, сва концептуална. Како све чланове групе интересује уметност, у албуме и концерте често укључују сликарска дела.

## Чланови
- Гевин Хејс - вокал, гитара, слајд гитара
- Дру Рулет - бас-гитара
- Марк Енглс - гитара
- Дино Кампанеља - бубњеви, клавијатура, оргуље

## Дискографија

### Студијски албуми
- Leitmotif (1998, 2001. (реиздање))
- El Cielo (2002)
- Catch Without Arms (2005)

### ЕП-ови
- Conscious (1996)
- Orph (1997)
- Extended Play for the Eastern Hemisphere (2002)

### Уживо
- Live at the Fillmore (2006)

### Интернет ЕП-ови
- Sony Connect Sets (2005)
- Napster Sessions (2007)

### Остало
- Industry Demos (2001)
- Coquette Demo (2004)
- Bug Eyes CD Sampler (2005)
- Bug Eyes 7" Vinyl (2005)